# Bahnhof Aachen West
Der Bahnhof Aachen West ist ein Personen- und Rangierbahnhof in der Stadt Aachen in Nordrhein-Westfalen. Er ist ein Trennungsbahnhof; der Personenbahnhof besitzt einen Mittelbahnsteig mit zwei Bahnsteiggleisen. Im Bahnhof Aachen West zweigt die nur durch Güterverkehr befahrene Bahnstrecke Aachen–Tongern (Montzenroute) von der Bahnstrecke Aachen–Mönchengladbach ab.

## Geschichte

### Bahnhof Templerbend
Auf dem Gelände zwischen Templergraben und Turmstraße, das heute für Parkplätze, Institutsgebäude und das Audimax der RWTH Aachen genutzt wird, befand sich von 1853 bis 1911 der Bahnhof Templerbend. Dieser wurde 1858 als Ersatz für ein bis dahin an gleicher Stelle bestehendes Provisorium errichtet und diente als Grenzbahnhof zwischen Deutschland und den Niederlanden. Er war als Inselbahnhof angelegt und wurde ursprünglich sowohl von der Aachen-Düsseldorf-Ruhrorter Eisenbahn-Gesellschaft als auch von der Aachen-Maastrichter Eisenbahn-Gesellschaft genutzt. Auf der östlich gelegenen Innenstadtseite fuhren Züge von und nach Mönchengladbach, auf der stadtauswärts gelegenen westlichen Seite ausschließlich Züge in die Niederlande nach Maastricht. Ein Zaun trennte die Zollgleise von den übrigen Gleisen. Im Jahr 1872 wurde zudem die Bahnstrecke Aachen–Bleyberg–Welkenraedt nach Belgien ebenfalls an den Bahnhof Templerbend angebunden. 
Da die TH Aachen Anfang des 20. Jahrhunderts massiv expandieren wollte und den vom Bahnhof Templerbend eingenommenen Platz deswegen beanspruchte, wurde wenige hundert Meter westlich der neue Bahnhof Aachen West erbaut. Die Verlegung des Bahnhofs machte außerdem auch eine Verlegung der Trasse zwischen Aachen Templerbend und Richterich erforderlich.

### Westbahnhof

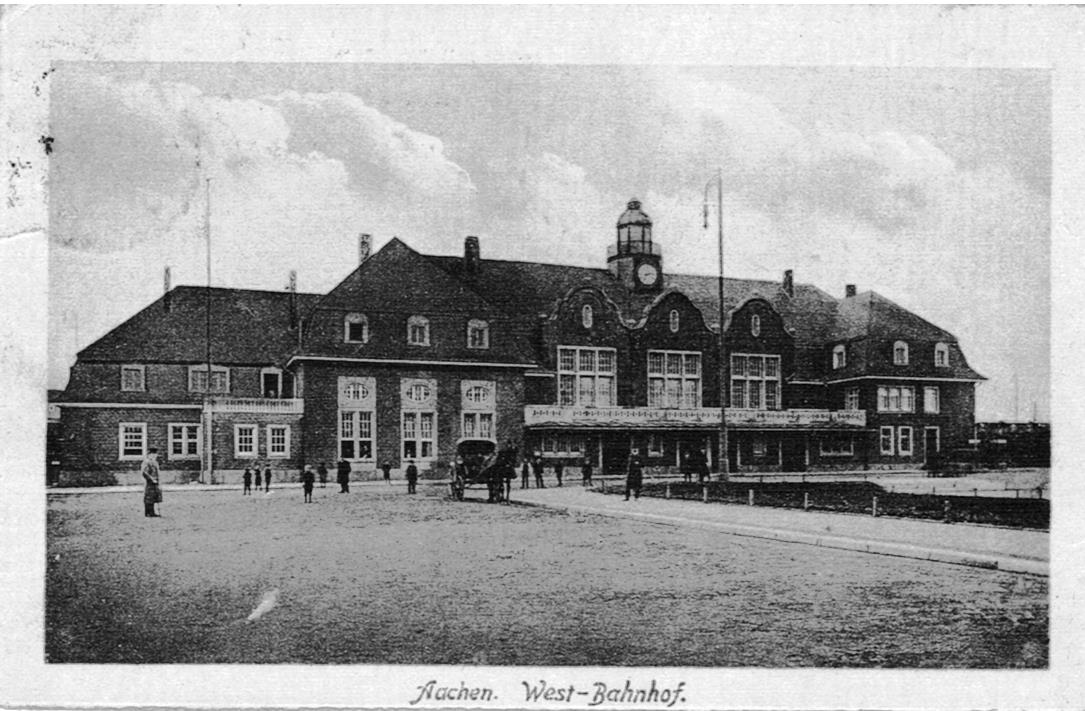
Bahnhof Aachen West (um 1920)

Der Güterbahnhof Aachen West wurde am 1. Oktober 1910 zusammen mit der neuen Trasse eröffnet, der Personenbahnhof am 30. Oktober 1910, einen Tag nach der Schließung des Bahnhofs Templerbend und der Stilllegung der alten Trasse. 1911 wurde der Bahnhof Templerbend schließlich gesprengt.
Im Zweiten Weltkrieg wurde das Empfangsgebäude von 1910 zerstört, nach dem Krieg wurde es durch einen schlichten Neubau ersetzt. Dieser wurde aber nur bis in die 1990er Jahre als Empfangsgebäude genutzt, anschließend nutzte bis 2012 eine Diskothek das Gebäude. Im Januar 2013 wurde es schließlich abgerissen, um Platz für den neuen Campus zu schaffen.
Nach dem Zweiten Weltkrieg entwickelte sich Aachen West zum bedeutendsten Grenzübergang im europäischen Schienengüterverkehr, dessen Kapazität voll ausgelastet war (im Jahr 1974 wurde die Millionengrenze hinsichtlich der abgefertigten Güterwagen erreicht). Aus diesem Grund begannen ab 1974 auf 22 Mio. DM veranschlagte Umbaumaßnahmen, eine zweite für die Zeit nach 1980 vorgesehen und auf 100 Mio. DM geschätzte Umbaumaßnahme wurde aber aufgrund veränderter Verhältnisse nicht mehr verwirklicht. Bei den Umbaumaßnahmen in den 1970er Jahren wurden die Bahnsteige des Personenbahnhofes aus einer Mittellage im Gleisfeld vor dem Fahrdienstleiterstellwerk weiter südwestlich an den Rand desselben, angrenzend an das Gelände des Institutes für Schienenfahrzeuge und Fördertechnik der RWTH Aachen am Seffenter Weg, verlegt.
Der Bahnhof Aachen West ist über den Aachener Außenring verkehrsgünstig und nur mit geringen Beeinträchtigungen für die Wohnbevölkerung an die naheliegende Autobahn angeschlossen. Er bot daher gute Voraussetzungen für Kombinierte Verkehre. Seitens der Deutschen Bundesbahn wurde Aachen West aber Mitte 1989 für den Kombinierten Verkehr geschlossen, obwohl Speditionen und Versender der Region sich für einen Erhalt dieser Ladestelle aussprachen.
Auf 250.000 m² – etwa 40 % der derzeitigen Fläche des Bahnhofs – soll der Campus West der RWTH Aachen entstehen. Die Deutsche Bahn verkaufte dafür die Fläche an den Bau- und Liegenschaftsbetrieb NRW. Ein Teil der Bahnhofsanlagen musste zur Erhaltung der Funktionalität daher neu gebaut werden. Am 15. Januar 2015 wurden die verkauften Flächen in das Eigentum des Landes Nordrhein-Westfalen übernommen. Die Gleisanlagen sowie die Beleuchtung des Rangierbahnhofs wurden beim Umbau größtenteils modernisiert.

## Betriebsanlagen

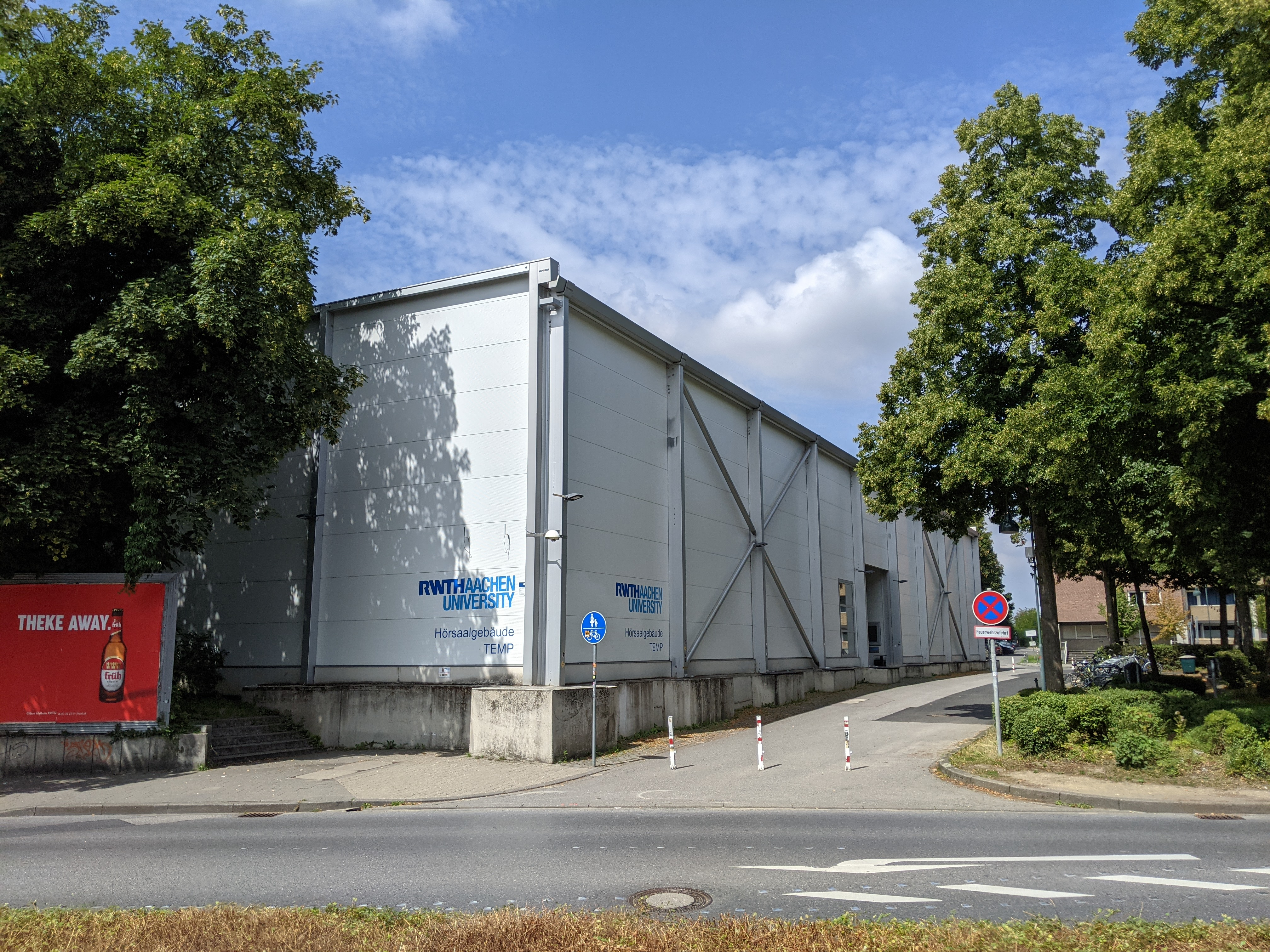
Am Ort des ehemaligen Empfangsgebäudes befindet sich das Hörsaalgebäude TEMP (2025)

Das Empfangsgebäude am Republikplatz wurde bereits seit Anfang der 1990er Jahre nicht mehr als solches genutzt. Der Zugang zu den Bahnsteigen erfolgte ursprünglich durch Tunnel unterhalb der Gleisanlagen vom Empfangsgebäude her. Dieser ist in der Böschung hinter dem Standort des Empfangsgebäudes noch erkennbar. Nach Verlegung der Bahnsteige an den südwestlichen Rand des Geländes (s. o.) in den 1970er Jahren erfolgt der Zugang durch eine von der Straßenunterführung des Seffenter Weges aus zugängliche Treppe. Ein behindertengerechter Zugang, beispielsweise über einen Aufzug, besteht nicht; als Wetterschutz für die Reisenden sind mehrere kleinere Wartehäuschen auf dem Bahnsteig vorhanden.
Im Januar 2013 wurde das Empfangsgebäude abgerissen. An dessen Stelle befand sich bis zum Jahr 2017 ein temporäres Hörsaalgebäude der RWTH Aachen. 2018 wurde erneut ein temporäres Hörsaalgebäude auf dem Platz errichtet.

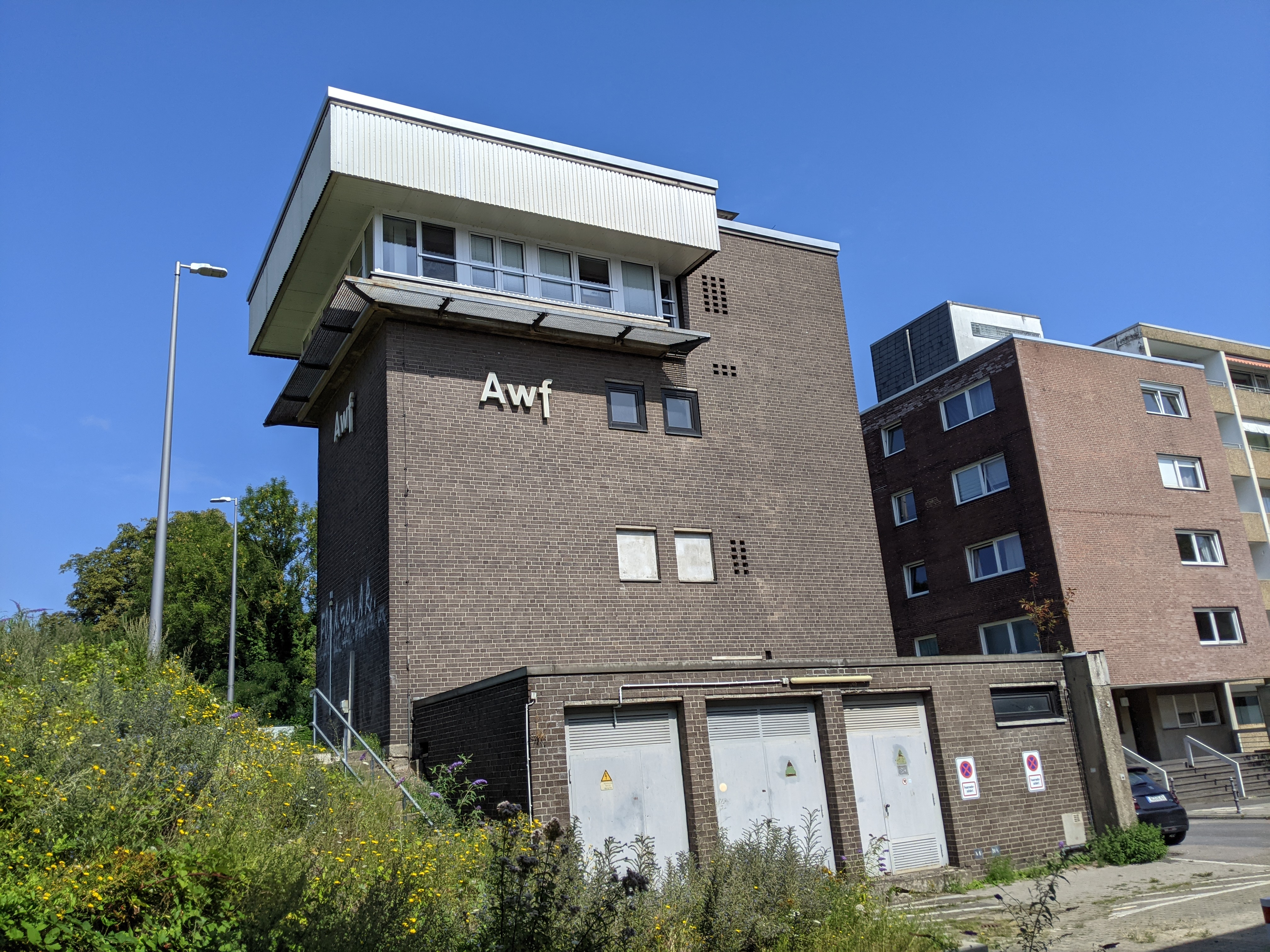
Stellwerk Aachen West

Das Fahrdienstleiterstellwerk Awf (Relaisstellwerk vom Typ Sp Dr S60) ist wegen des auch nachts stattfindenden Güterverkehrs von und nach Belgien durchgehend besetzt. Außer dem Stellwerk Awf ist im Bahnhof noch das mechanische Wärterstellwerk R2 zu bestimmten Zeiten besetzt, die ebenfalls mechanischen Stellwerke R1 und R3 sind außer Betrieb.

## Güterverkehr

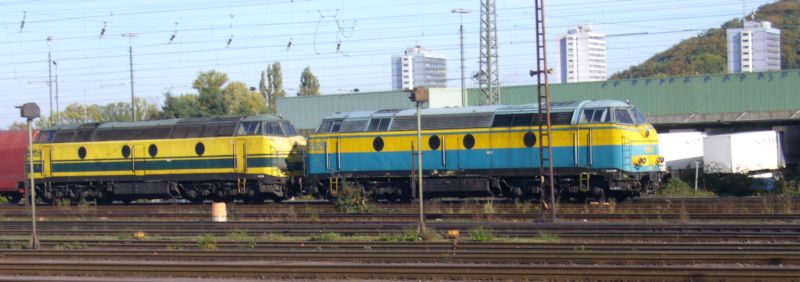
Diesellokomotiven der NMBS/SNCB-Reihe 55 am Rangierbahnhof Aachen West

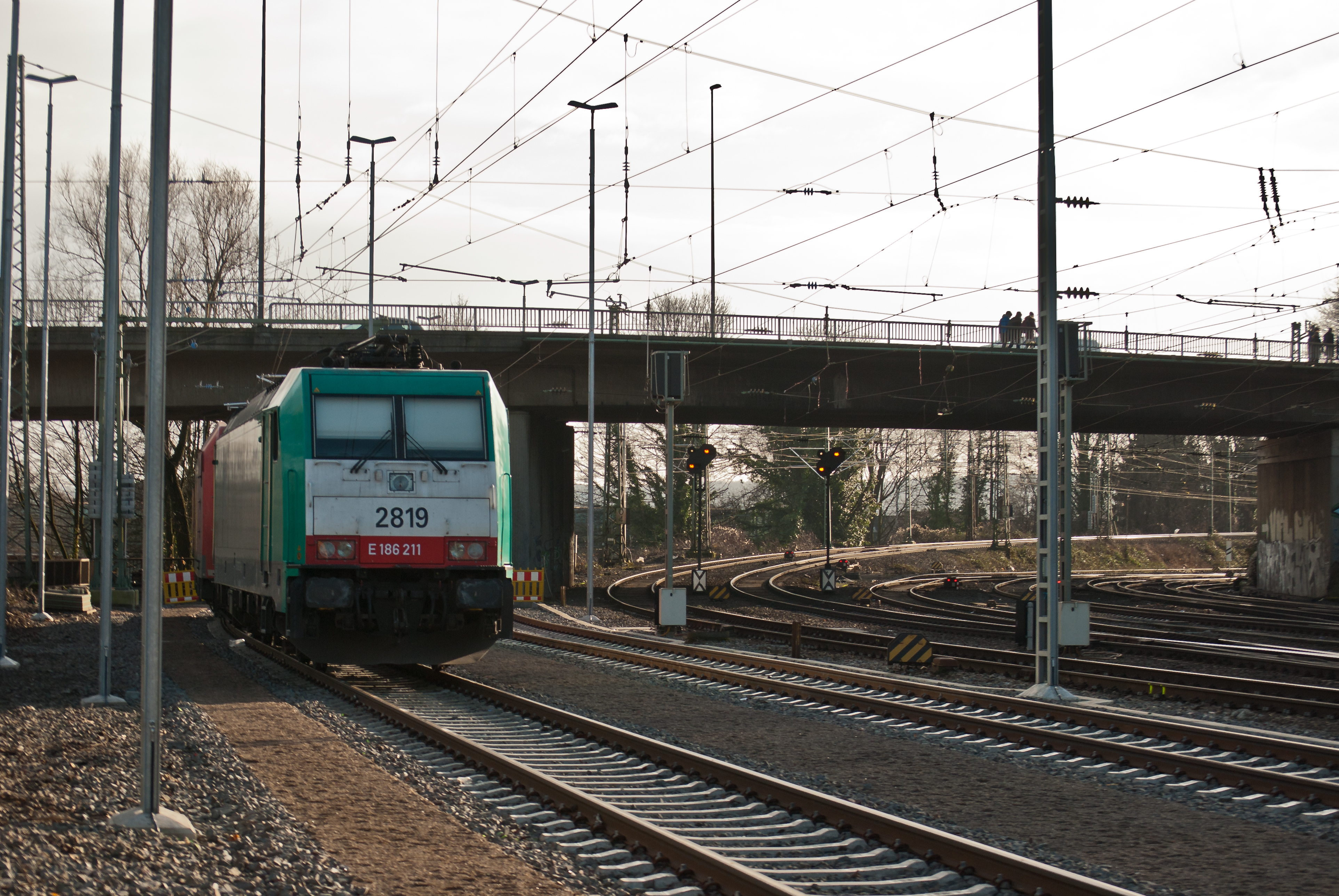
Beginn der Montzenroute und Elektrolok der NMBS/SNCB-Reihe 28

Aachen West war der wichtigste Aachener Güterbahnhof. Das Bahnbetriebswerk Aachen-West stellte zur Durchführung der Rangier- und Güterverkehre das Personal und die Lokomotiven. Als Stückgutbahnhof wurde er 1989 geschlossen. Bis zur bundesweiten Einstellung des Stückgutverkehrs 1998 übernahm der Bahnhof Köln Eifeltor diese Funktion. Ein Großteil des Güterverkehrs wird von DB Cargo sowie Cobra (Corridor Operations Belgium Rail), einem Tochterunternehmen der Deutschen Bahn, und der Nationale Gesellschaft der Belgischen Eisenbahnen durchgeführt. Weitere regelmäßige Verkehre sind ein Zug des kombinierten Verkehrs der SBB Cargo mit Lokomotiven des Typs Re 482 und Güterzüge von Crossrail und der RTB Cargo.
Als Rangierbahnhof und Grenzbahnhof für den Güterverkehr besonders zu den belgischen Häfen wird er heute wegen der abzweigenden Montzenroute benutzt, das Bahnbetriebswerk ist geschlossen. Da die Montzenroute bis Ende 2008 nicht elektrifiziert war, mussten im Bahnhof häufig die Elektrolokomotiven durch Diesellokomotiven ersetzt werden, was selbst bei Zügen aus bzw. in Richtung Mönchengladbach, die den Bahnhof ohne Fahrtrichtungswechsel durchfahren könnten, zu zahlreichen Rangierbewegungen führte. Für die Fahrt auf der Montzenroute kamen neben den Baureihen 225 und 241.8 der Deutschen Bahn vor allem Loks der NMBS/SNCB-Reihe 55 zum Einsatz. Nach Abschluss der Elektrifizierung der Montzenroute im Dezember 2008 finden nur noch wenige dieselgetriebene Fahrten auf der Strecke statt. Die genannten Diesellokomotiven wurden u. a. durch Elektroloks der NMBS/SNCB-Reihe 28 ersetzt.

## Personenverkehr
Im Personenverkehr hat der Bahnhof insbesondere durch die nahegelegene RWTH Aachen große Bedeutung. In fußläufiger Entfernung befinden sich das Hauptgebäude, das Audimax, das CARL, das Kármán-Auditorium, zahlreiche Institute, Studentenwohnheime und das Studierendenwerk Aachen. Außerdem bestehen direkte Busverbindungen zu weiteren Einrichtungen der Hochschule.

### Bahnlinien

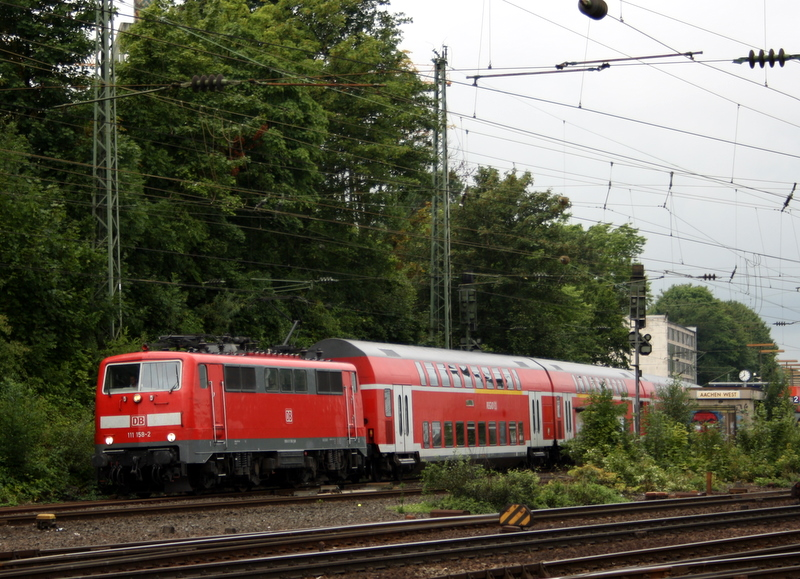
Ausfahrt des RE 4 – Wupper-Express – aus dem Bahnhof Aachen West (2009)

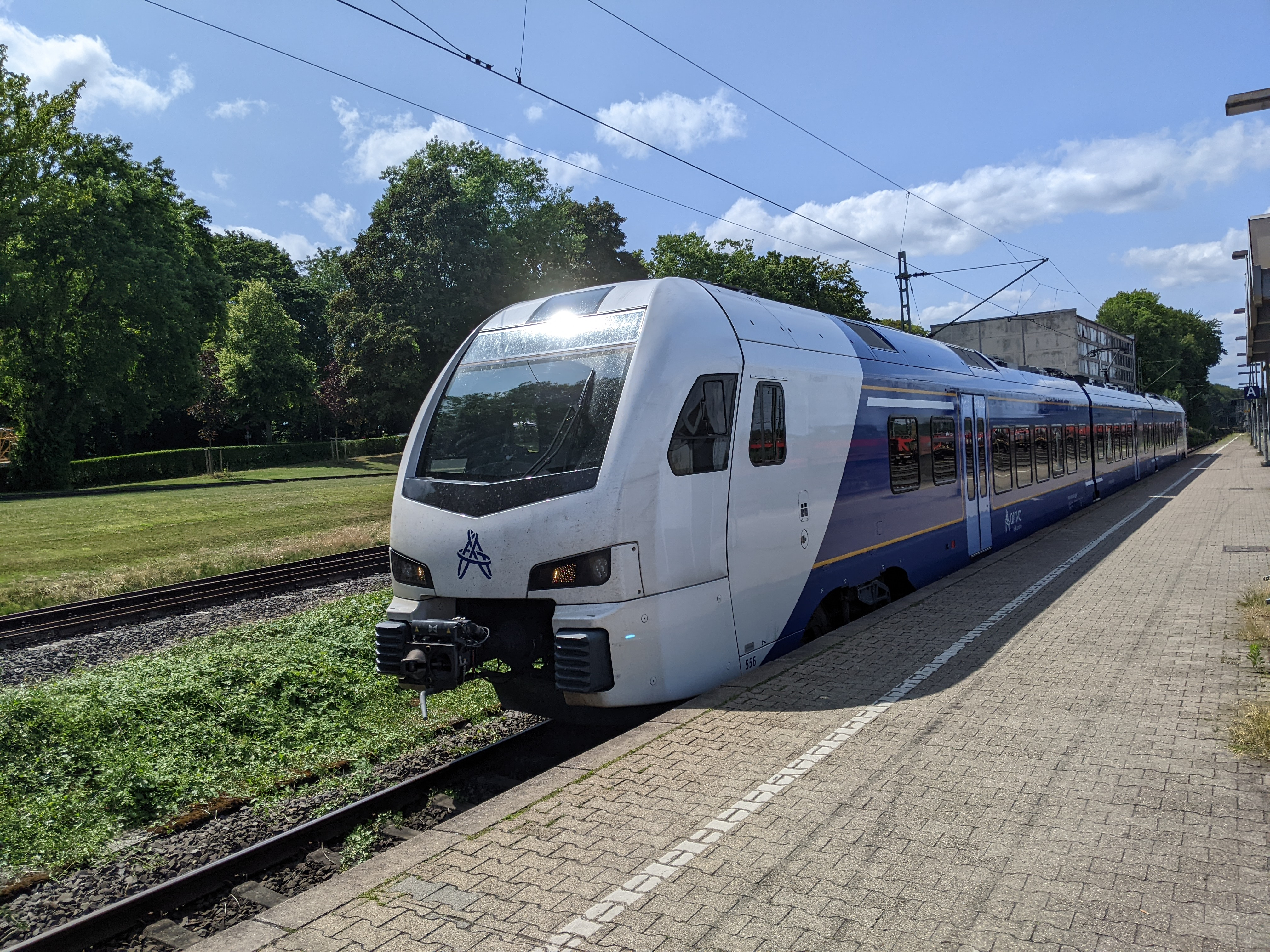
Einfahrt des RE 18 – LIMAX – in den Bahnhof Aachen West (2023)

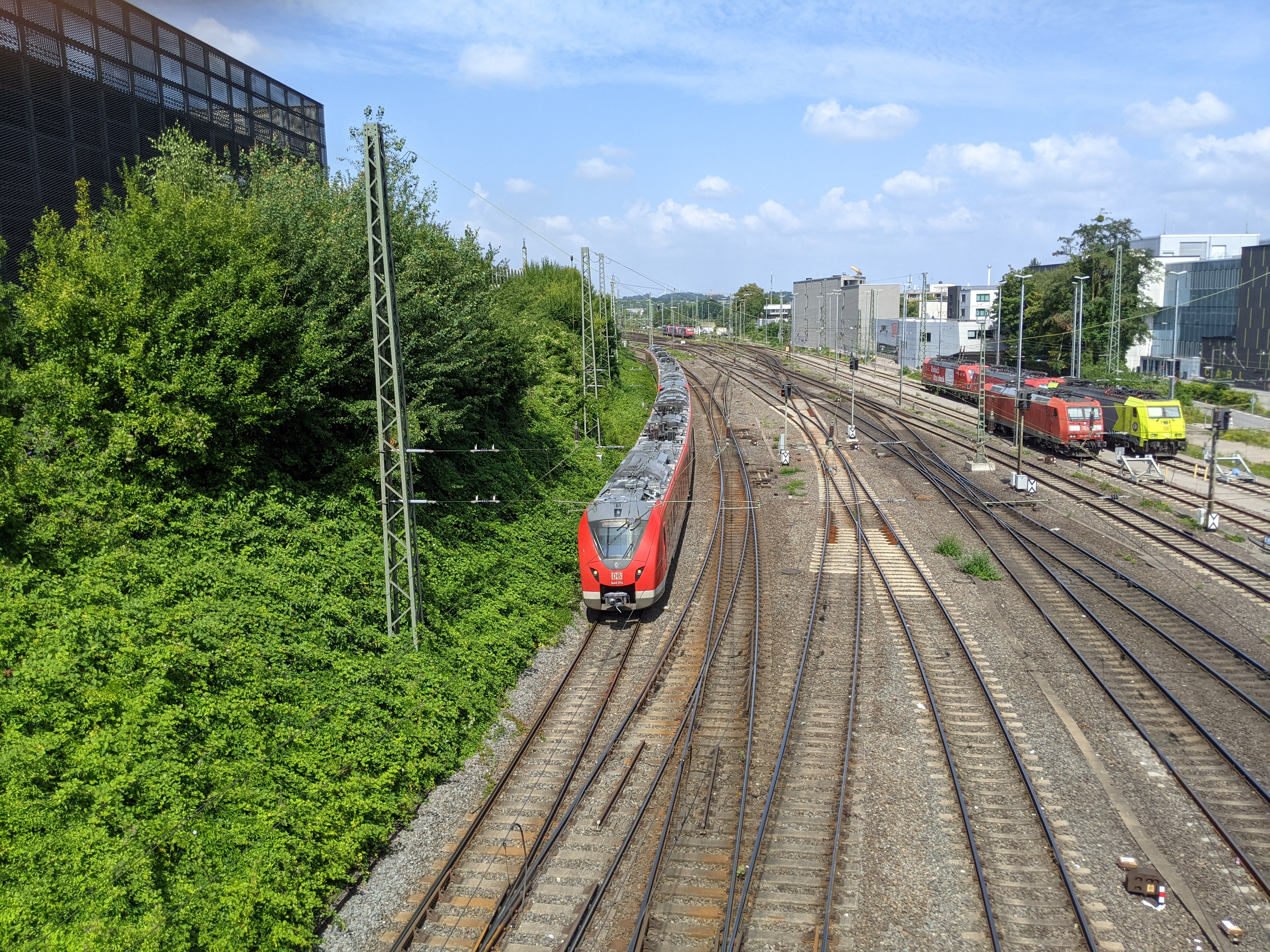
Ausfahrt der RB 33 – Rhein-Niers-Bahn – aus dem Bahnhof Aachen West (2025)

Der Bahnhof wird im Schienenpersonenverkehr von den folgenden Linien angefahren:
| Linie | Linienverlauf | Takt                                                                         |
| ----- | --- | ---------------------------------------------------------------------------- |
| RE 4  | Wupper-Express: Aachen Hbf – Aachen Schanz – Aachen West – Herzogenrath – Kohlscheid (einzelne Züge) – Übach-Palenberg – Geilenkirchen – Lindern – Hückelhoven-Baal – Erkelenz – Rheydt Hbf – Mönchengladbach Hbf – Neuss Hbf – Düsseldorf-Bilk – Düsseldorf Hbf – Wuppertal-Vohwinkel – Wuppertal Hbf – Wuppertal-Barmen – Wuppertal-Oberbarmen – Schwelm – Ennepetal (Gevelsberg) – Hagen Hbf – Wetter (Ruhr) – Witten Hbf – Dortmund Hbf Stand: Fahrplanwechsel Dezember 2023 | 60 min                                                                       |
| RE 18 | LIMAX: Aachen Hbf – Aachen West – Herzogenrath – Eygelshoven Markt – Landgraaf – Heerlen – Valkenburg – Meerssen – Maastricht – Maastricht Randwyck – Eijsden – Visé – Bressoux – Liège-Guillemins Stand: Fahrplanwechsel Juni 2024 | 30 min 60 min Maastricht–Liège-Guillemins                                    |
| RB 20 | Euregiobahn: Stolberg (Rheinl) Hbf – Eschweiler-St. Jöris – Alsdorf-Poststraße – Alsdorf-Mariadorf – Alsdorf-Kellersberg – Alsdorf-Annapark – Alsdorf-Busch – Herzogenrath August-Schmidt-Platz – Herzogenrath-Alt-Merkstein – Herzogenrath – Kohlscheid – Aachen West – Aachen Schanz – Aachen Hbf – Aachen-Rothe Erde – Eilendorf – Stolberg (Rheinl) Hbf hier Flügelung; Zugteil 1: – Eschweiler-West – Eschweiler Talbahnhof/Raiffeisenplatz – Eschweiler-Nothberg – Eschweiler-Weisweiler – Langerwehe – Düren; Zugteil 2: – Stolberg (Rheinl) Hbf (Gleis 27) – Stolberg-Schneidmühle – Stolberg Mühlener Bahnhof – Stolberg-Rathaus – Stolberg-Altstadt (aufgrund von Hochwasserschäden fahren die Züge nur bis Stolberg Rathaus. Schienenersatzverkehr findet weiterhin zwischen Stolberg Hbf und Eschweiler Talbahnhof statt) Stand: 30. April 2023 | 60 min (Stolberg Hbf–St. Jöris–AL-Annapark) 30 min 60 min (Langerwehe–Düren) |
| RB 33 | Rhein-Niers-Bahn: Zugteil 1: Essen-Steele – Essen Hbf – Essen West – Mülheim (Ruhr) Hbf – Mülheim (Ruhr)-Styrum – Duisburg Hbf – Duisburg-Hochfeld Süd – Rheinhausen Ost – Rheinhausen – Krefeld-Hohenbudberg Chempark – Krefeld-Uerdingen – Krefeld-Linn – Krefeld-Oppum – Krefeld Hbf – Forsthaus – Anrath – Viersen – Mönchengladbach Hbf – Rheydt Hbf – Wickrath – Herrath – Erkelenz – Hückelhoven-Baal – Brachelen – Lindern Zugteil 2: Heinsberg (Rheinl) – Heinsberg Kreishaus – Heinsberg-Oberbruch – Heinsberg-Dremmen – Heinsberg-Porselen – Heinsberg-Horst – Heinsberg-Randerath – Lindern Flügelung bzw. Zusammenführung: Lindern – Geilenkirchen – Übach-Palenberg – Herzogenrath – Kohlscheid – Aachen West – Aachen Schanz – Aachen Hbf Stand: Fahrplanwechsel Juni 2022                                                                   | 60 min                                                                       |

Nachts verkehrt außerdem eine Fahrt des Wupper-Express zunächst auf dem üblichen Weg bis Düsseldorf Hauptbahnhof und weiter zum Bahnhof Düsseldorf Flughafen Terminal, wo der Zug endet. Durch diese Verbindung sind früh morgens vom Düsseldorfer Flughafen startende Flüge erreichbar.

### Buslinien
Am Bahnhof bestehen Umsteigemöglichkeiten zu öffentlichen Buslinien ins Stadtzentrum, zum Universitätsklinikum, zum Campus Melaten, nach Laurensberg und nach Kelmis (Belgien). Es gibt vier Bushaltestellen, jeweils zwei auf der Süsterfeldstraße und am Seffenter Weg, die abhängig von der Strecke der Buslinie angefahren werden.
| Linie | Linienverlauf |
| ----- | --- |
| 1     | Uniklinik – Westbahnhof – Ponttor – Aachen Bushof – Ludwig Forum – Talbot – Haaren – Verlautenheide – Atsch – Stolberg Mühlener Bf – Stolberg Altstadt – Binsfeldhammer – Bernardshammer – Vicht – Fleuth – Mausbach – Diepenlinchen – Werth – Gressenich – Schevenhütte                |
| 3 A/B | Ringlinie: Uniklinik – Westfriedhof – Schanz – Luisenhospital – Misereor – Aachen Hbf – Kaiserplatz – Eurogress – Ehrenmal/Lousberg – Ponttor – Westbahnhof – Campus Melaten – Uniklinik                                                                                                |
| 30    | (Vaals (NL) – Vaalserquartier (D) – Westfriedhof –) Ronheider Weg – Burtscheid – Beverau – Forst Adenauerallee – Fringsgraben – Hüls – ASEAG – Prager Ring – (Haaren –) Eulershof (– Alter Tivoli – Ehrenmal/ Lousberg – Ponttor – Westbahnhof – Süsterau – Campus Melaten – Uniklinik) |
| 33    | Fuchserde – Beverau – Frankenberger Viertel – Theater – Elisenbrunnen – Aachen Bushof – Ponttor – Westbahnhof – Hörn – Campus Melaten – Uniklinik – Kullen – Vaalserquartier (D) – Vaals (NL)                                                                                           |
| 41    | Uniklinik – Westbahnhof – Ponttor – Aachen Bushof – Haaren – Verlautenheide |
| 43    | (Richterich Schönau /) Laurensberg Rahe – Laurensberg – Westbahnhof – Ponttor – Aachen Bushof – Elisenbrunnen – Preusweg – Hanbruch – Uniklinik |
| 73    | Uniklinik – Campus Melaten – Hörn – Westbahnhof – Ponttor – Aachen Bushof – Kaiserplatz – Josefskirche – Bf Rothe Erde – Mataréstraße (← Brand ← Freund / Niederforstbach) |
| 74    | Aachen Hbf – Elisenbrunnen – Aachen Bushof – Ponttor – Westbahnhof – Gewerbegebiet Avantis (D / NL) |
| X73   | Expressbus: Uniklinik – Campus Melaten – Süsterau – Westbahnhof – Ponttor – Aachen Bushof – Kaiserplatz – Bf Rothe Erde – Brand (← Freund) – Niederforstbach |
| N4    | Nachtexpress: nur in den Nächten vor Samstagen sowie Sonn- und Feiertagen Aachen Bushof – (Elisenbrunnen → Karlsgraben →) Ponttor – Westbahnhof – Hörn – Uniklinik – Kullen (D) – (Vaalserquartier (D) →) Vaals Heuvel (NL)                                                             |

### Barrierefreiheit und Zukunft
Der Bahnsteig ist ausschließlich über eine 2,40 m breite Treppe zu erreichen, welche am Seffenter Weg unter der Eisenbahnbrücke beginnt. Der Zugang ist daher, im Gegensatz zu allen übrigen Aachener Bahnhöfen und Haltepunkten, nicht barrierefrei. Auch wird die Treppe zum Bahnsteig, an dem bereits 2014 mehr als 6000 Personen täglich ein- und ausstiegen, insbesondere durch die Entwicklung des Campus West voraussichtlich in naher Zukunft zum kapazitiven Engpass werden. Es wurden mehrere Studien für eine zusätzliche Anbindung über eine Brücke oder durch einen Tunnel erstellt, bei denen es jedoch nachträglich zu Problemen kam, da eine Brücke über die Gleise im Sichtfeld des zugehörigen Stellwerks liegen würde. Bei der Bewertung von acht in Frage kommenden Brückenvarianten und einer Erschließungsvariante durch einen Tunnel mit nördlichem Zugang am Republikplatz und südlichem Zugang am Seffenter Weg erreichte letztere Variante in der Rangfolge den ersten Platz, jedoch wurden in der Zusammenfassung die Bewertungskriterien als „hinterfragbar“ bezeichnet. Daher ist immer noch offen, wann und wie die gesetzlich geforderte Barrierefreiheit erreicht werden soll. 2019 lag Aachen West mit 3240 Einsteigern pro Tag auf Platz 2 der meistfrequentierten, nicht barrierefreien Stationen auf dem Gebiet des NVR. Laut der Übersicht über die Planungsstände von go.Rheinland soll mit einem Umbau 2029 begonnen werden und 2030 in Betrieb gehen.
Seit dem 13. Dezember 2020 sind im RRX-Vorlaufbetrieb auf dem Wupper-Express Siemens-Desiro-HC-Züge im Einsatz. Hierzu müssen die Bahnsteige des Haltepunkts Aachen Schanz verlängert werden. Aufgrund von Klagen im Planfeststellungsverfahren ist keine fristgerechte Verlängerung der Bahnsteige möglich. Zusätzlich wurde festgestellt, dass der Bahnsteig in Aachen West in einem Teilbereich sanierungsbedürftig ist. Daher muss der hintere Triebzug mit der Betriebsaufnahme in beide Richtungen verschlossen ohne Fahrgäste zwischen Herzogenrath und Aachen Hauptbahnhof verkehren und bei Fahrten Richtung Aachen in Herzogenrath ein längerer Räumungsaufenthalt eingeplant werden. Sobald die Sanierung des Bahnsteiges in Aachen West abgeschlossen ist, soll der Räumungsaufenthalt nach Aachen West verlegt werden. Eine Fertigstellung der Bahnsteigverlängerung in Aachen Schanz ist nicht absehbar. Laut DB Station&Service ist erst im Sommer 2023 eine Sperrung der Strecke für Bauarbeiten möglich.

Bahnhof Aachen-West
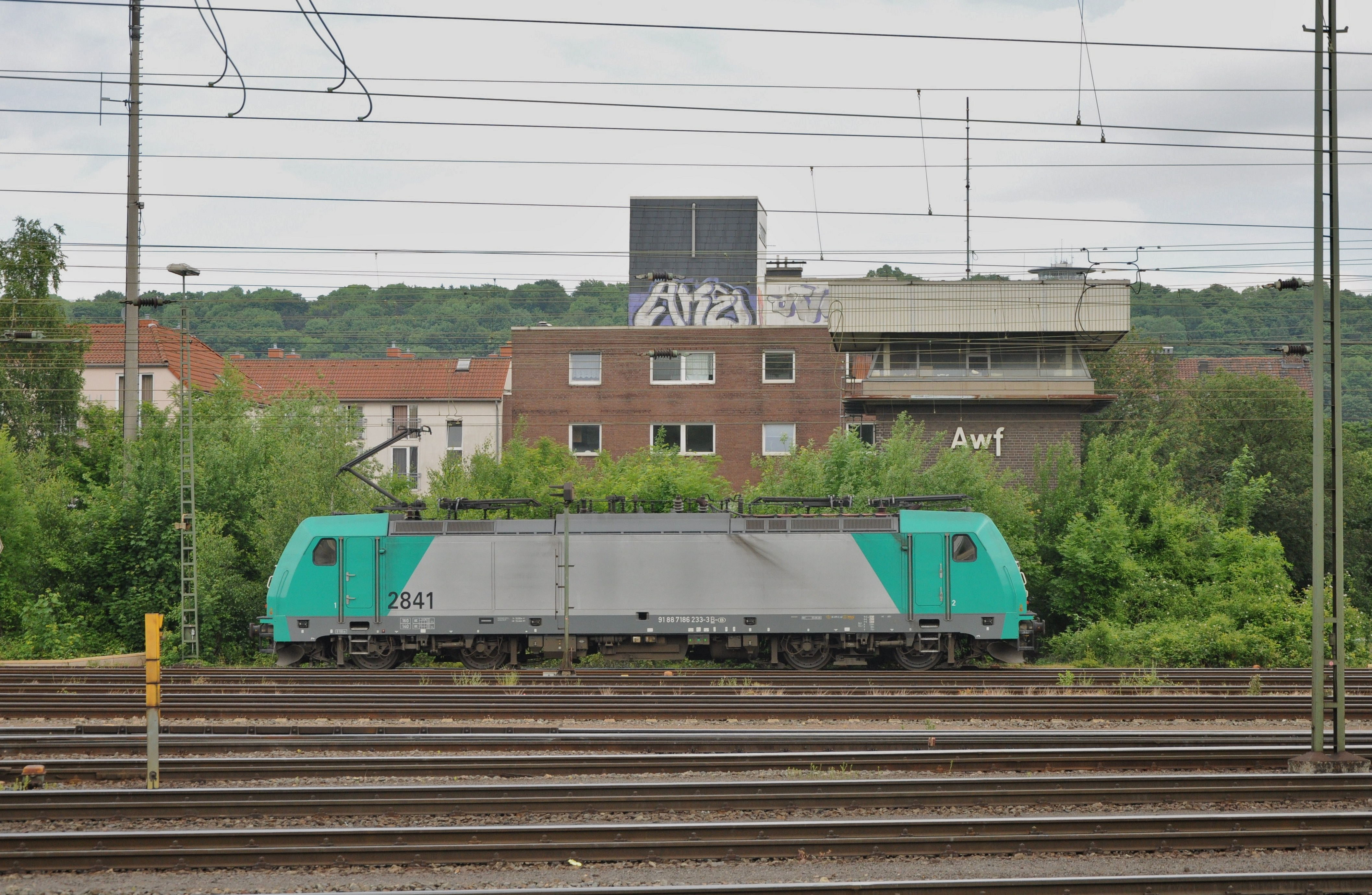
Fahrdienstleiterstellwerk Awf mit Lokomotive BR186 von Alpha Trains
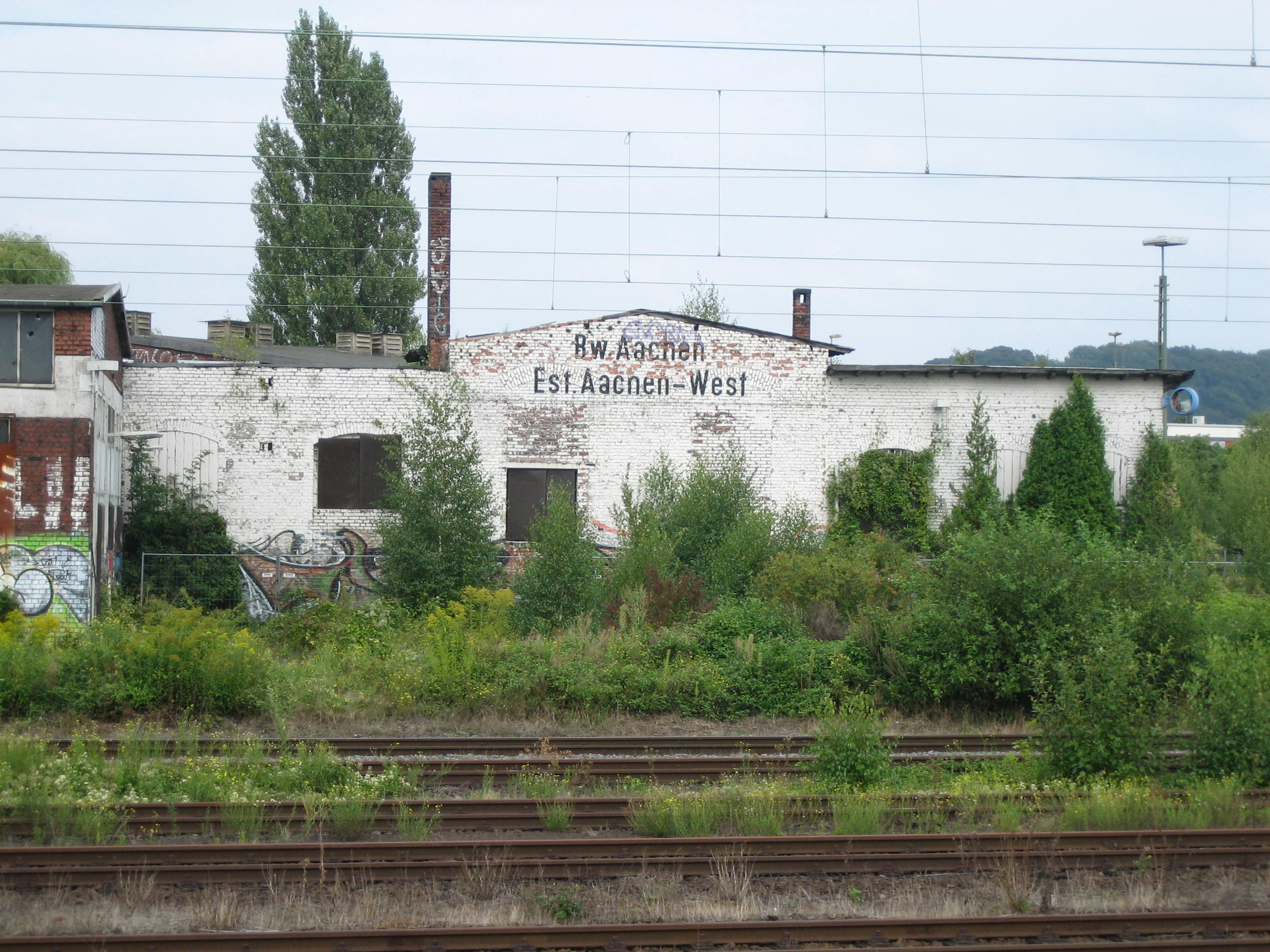
Ehemaliges Gebäude des Bw Aachen West
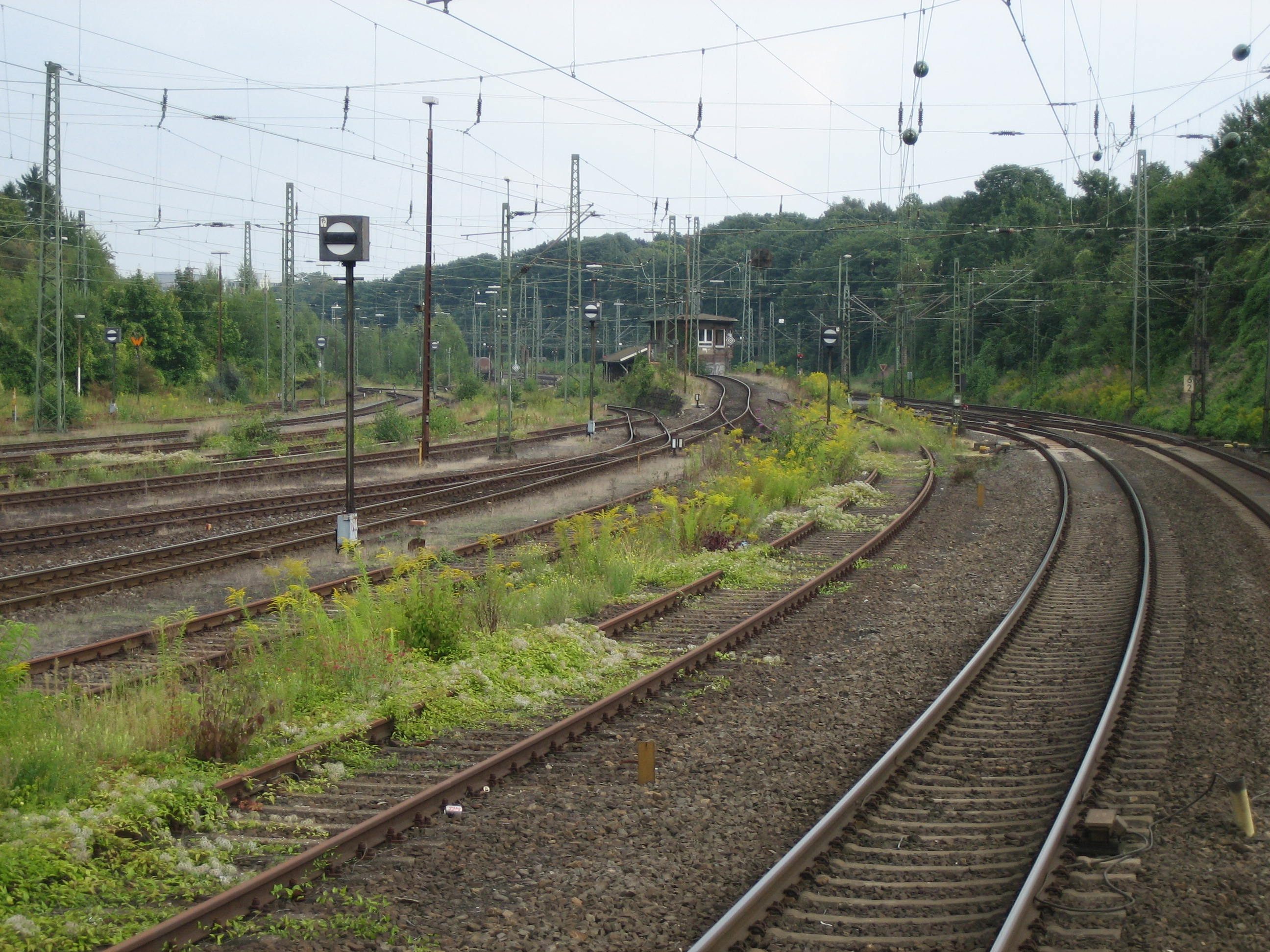
Gleise und Ablaufberg im westlichen Teil des Bahnhofs im Jahr 2008, rechts die durchgehenden Hauptgleise
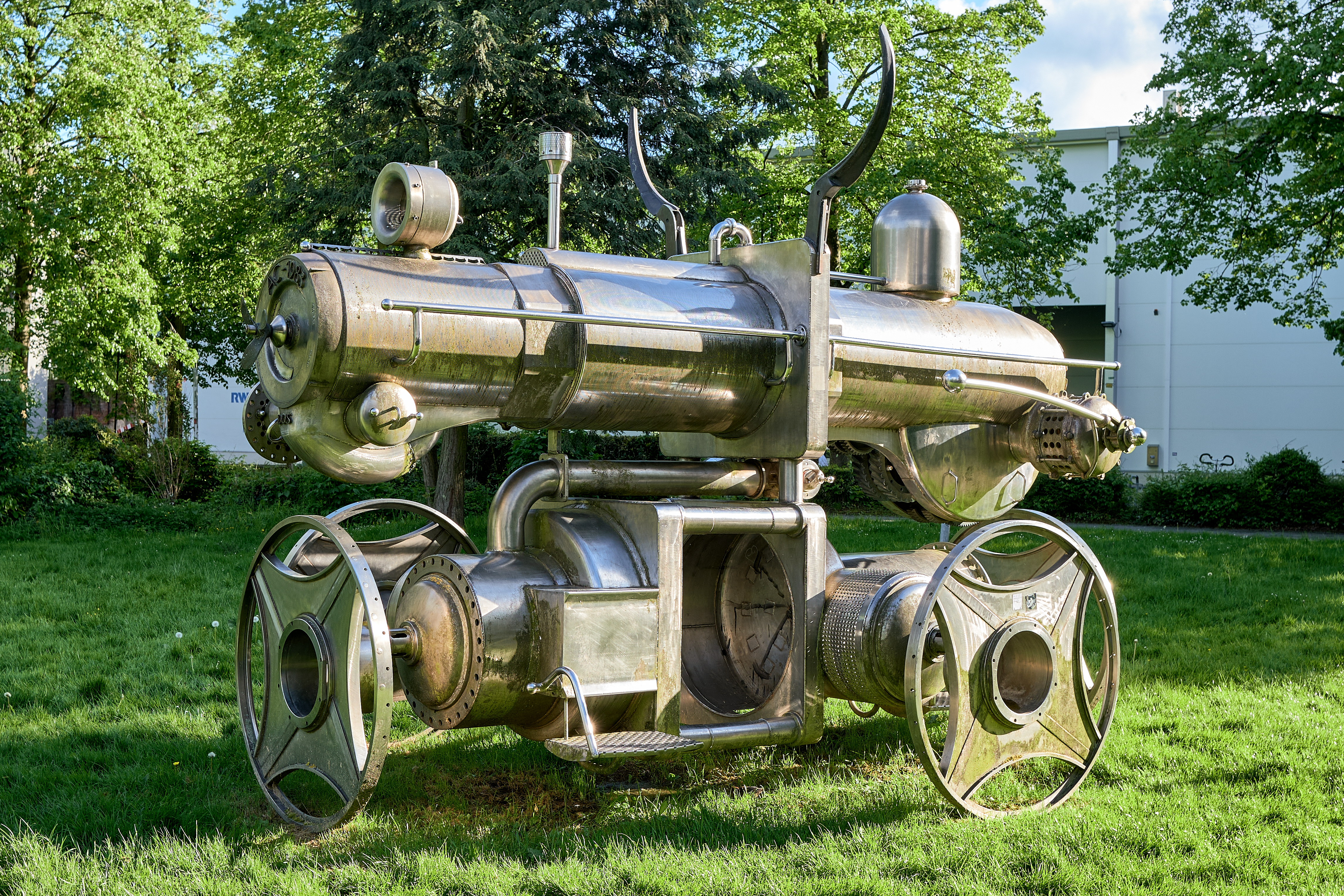
Skulptur vor dem ehemaligen Empfangsgebäude
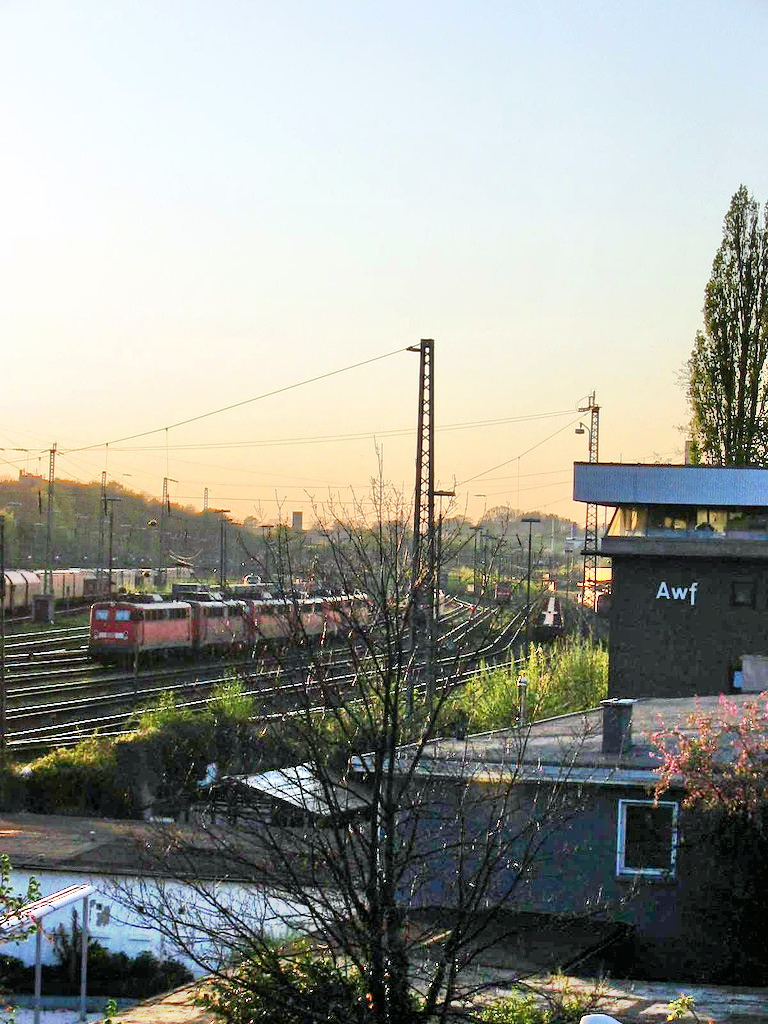
Abgestellte Elektrolokomotiven im Bahnhof, rechts das Fahrdienstleiterstellwerk Awf